# Норт-Туин-Пик
Норт-Туин-Пик (англ. North Twin Peak) — одна из двух основных вершин, составляющих массив Туин-Пик, расположенный на северо-востоке Колумбийского ледникового поля в национальном парке Джаспер (Альберта, Канада). Третья по высоте вершина (3731 м) в Канадских Скалистых горах после пиков Робсон (3959 м) и Колумбия (3741 м) и вторая по высоте вершина Альберты.

## Массив Туин-Пик
Массив был назван Туин-Пик (массив близнецов) в 1898 году Дж. Норманом Колли и Хью М. Статфилдом. Решение назвать вершины отдельно было принято 28 февраля 1980 года. Помимо Северного и Южного Туин-Пик, массив содержит северный субпик Норт-Туин-Пика, известный как Туинс-Тауэр (Башня Близнецов), высотой 3627 м. Последний находится на знаменитом северном склоне массива и был назван в 1984 году. Наконец, ещё одна вершина массива известна как Уэст-Твин (3360 м), доступ к которому осуществляется с седловины север-юг.

## Восхождение
Первое восхождение на Норт-Туин-Пик было зафиксировано 10 июля 1923 года У. С. Лэдд, Дж. М. Торингтон и Конрад Кейн, через восточный склон.
Обычный маршрут — это ски-альпинизм по восточным склонам, до вершины можно добраться на лыжах. От Норт-Туин-Пика можно пройти по гребню на Саут-Туин-Твин, хотя для узкого соединительного гребня рекомендуется ледоруб.

## История
Почти вертикальный северный склон Норт-Туин-Пик опускается на 1500 м от Туинс-Тауэр до реки Атабаска — истинная вершина Норт-Туин-Пик несколько удалена от вершины северной стены. Северная стена известна в кругах скалолазов, и на нее поднялись всего четыре группы:
- 1974 Лоу-Джонс (VI 5,10 A3, 1500 м) — Джордж Лоу и Крис Джонс с 6 августа по 12 августа 1974 года[4]
- 1985 Северный столб, или Бланшар-Чизмонд — Барри Бланшар и Дэйв Чизмонд.
- 2004 Хаус/Презелж — Стив Хаус и Марко Презелж[5]
- 2013 Северный столб (2-е восхождение) — Джош Уортон и Джон Уолш[6].